# Phostria alberici
Phostria alberici is een vlinder uit de familie van de grasmotten (Crambidae). De wetenschappelijke naam van de soort is voor het eerst gepubliceerd in 1945 door Abel Dufrane.
Deze soort komt voor in Congo-Kinshasa.